# Grenaa Strand
Grenaa Strand midt på Djurslands østkyst i Østjylland, starter ved Grenaa Havn, og strækker sig 6 kilometer mod syd. De sidste 1,5 kilometer af stranden er øde, og går ved næsset Havknude over i en stenstrand, der fortsætter ned langs Djurslands østkyst, og er kendt blandt lystfiskere. 

## Rekreativt
Der er en del sommerhuse i baglandet, og stranden fungerer som rekreativt område herfor og for Grenaa by. Som østvendt kyst er stranden i læ for den fremherskende vestenvind, hvilket øger antallet af gode badedage. Grenaa Strand har desuden et bagland af klitter med gryder, hvor der er læ, hvis det er for koldt at ligge på selve stranden. Katholm Strandvej går parallelt med Grenaa Strand, og giver kort gåafstand til vandet.    

## Tilsanding
Grenaa Strand er den tilsandede udmunding af Kolindsund til havet. I den tidlige middelalder strakte Kolindsund sig 30 kilometer ind på halvøen Djursland, og var et sejlbart farvand i vestlig retning. I følge en beskrivelse af Nødager Kirke, der blev bygget i 1200-tallet, og som ligger midt på Djursland, er de kalksten, som kirken blev bygget af sejlet ind via Kolindsund langs kysten fra Karlby- og Sangstrup Klinter, og hen over det der i dag er Grenaa Strand. Kystklinterne ligger oppe langs kysten 15 kilometer nord for Grenaa Strand. Kolindsund er i dag en tørlagt og udpumpet sø, der er et landbrugsområde ned til 2 meter under havets overflade. 
- Grenaa Strand, vintergåtur
- Kitesurfere i frost- og blæsevejr
- Et klitområde strækker sig langs Grenaa Strand

 Der er for få eller ingen kildehenvisninger i denne artikel, hvilket er et problem. Du kan hjælpe ved at angive troværdige kilder til de påstande, som fremføres i artiklen.

56°22′08″N 10°54′51″Ø / 56.368863°N 10.914173°Ø